# Offshore Reefs Archeological District
 (juin 2020).
L'Offshore Reefs Archeological District est un district historique du comté de Miami-Dade, dans le sud-est de la Floride, aux États-Unis. Protégé au sein du parc national de Biscayne, ce site archéologique sous-marin est inscrit au Registre national des lieux historiques depuis le 24 août 1984.